# 烈嶼鄉
烈嶼鄉，又稱「小金門」，是中華民國金門縣的鄉，位於金門本島西南西方，居於金廈兩門之間，福建省東南隅的九龍江口外、廈門灣內。管轄範圍除了烈嶼島，尚包括大膽島、二膽島、三膽島、四膽島、五膽島、復興嶼、猛虎嶼、獅嶼、煙嶼、檳榔嶼等諸小島，其中烈嶼島距離中國大陸廈門島大約7公里，在戰略位置上是「外島中的外島，前線中的前線」。
山多平地少的烈嶼，總面積包含各個附屬島嶼共約16.003平方公里，山巒多分布於東北方，地勢東北寬而高聳，西南狹而平緩，宛若「彪顧猛虎」之勢，再加上「扼制閩海，屏障金門」的地理位置，自古為兵家必爭之地。
烈嶼鄉共劃分為五村，分別為林湖村、上岐村、西口村、黃埔村、上林村，到2023年2月，現有登記戶籍人口為12,738人。

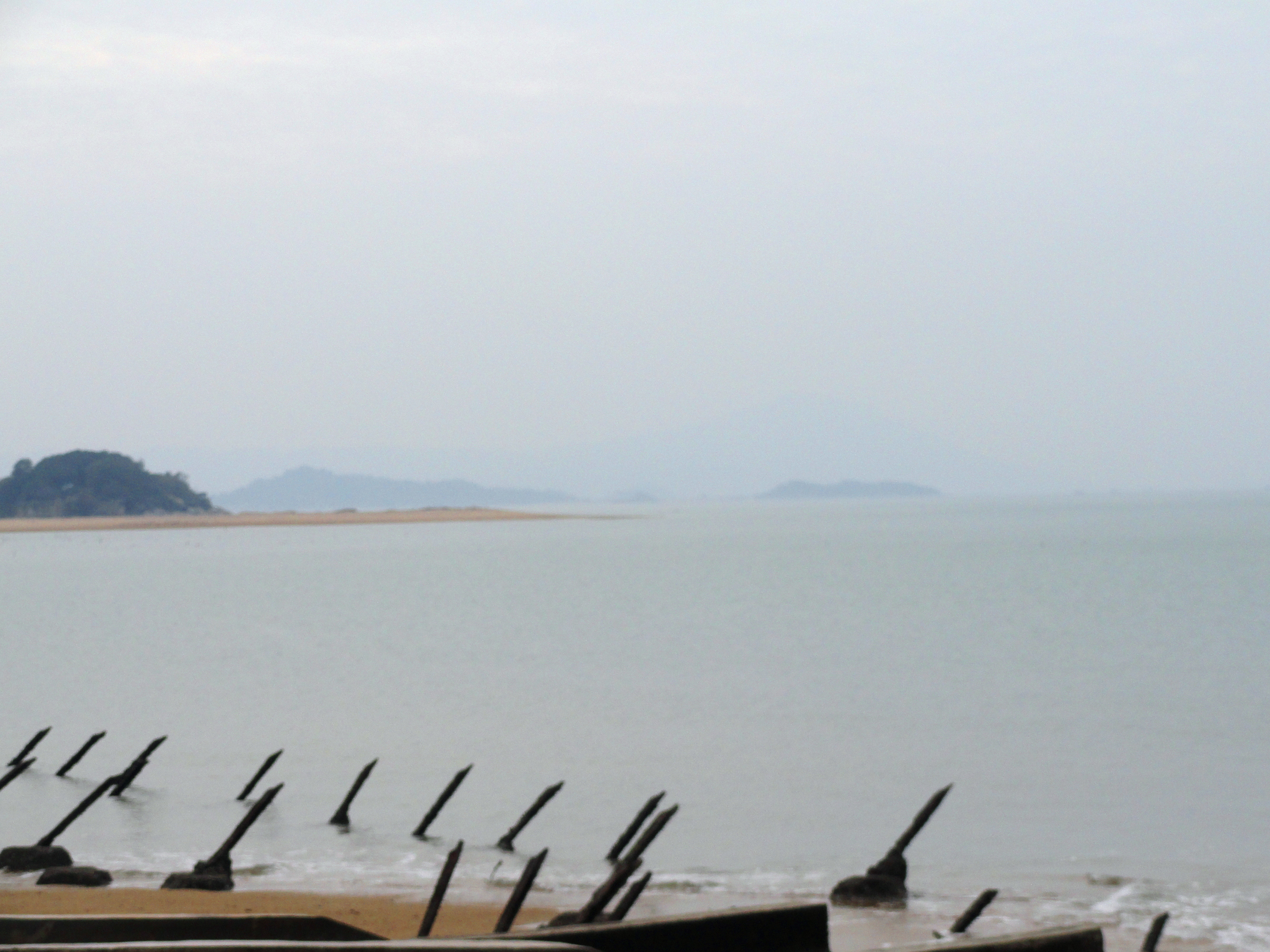
在金門烈嶼鄉看到的大膽、二膽島。

## 歷史
烈嶼又被稱做「小金門」，島上的先民來自中原，從隋唐時代即來此開發繁衍。唐代閩觀察使柳冕，在島上紅石山上設有牧馬寨做為牧馬之用，宋元兩代在島上設鹽場，明代烈嶼設巡檢司，清代為防倭寇，立塞置汛。另外，南明鄭成功也於1646年在島上吳山會文武群臣，曾派鄉籍俊彥林錫山駐守烈嶼，以此島作「反清復明」根據地。

## 人口
根據金門縣政府民政處統計，2024年底烈嶼鄉戶數約3.4千戶，人口約1.3萬人，鄉內人口最多與最少的村分別是林湖村與上林村，2024年底兩村人口分別為3,593人與1,551人。烈嶼鄉與金門縣其他地區相同，面臨人口老化與少子化的問題，2024年底時，烈嶼鄉人口中0至14歲人口佔比5.54%，15至64歲人口佔比73.78%，65歲以上人口佔比20.69%，老化指數約為373.78%，是金門縣幼年人口佔比最低、老化指數最高的行政區。

## 政治

### 歷任首長
| 姓名   | 備註        |
| ------ | ----------- |
| 張西湖 | 派任        |
| 王秉垣 | 間接民選    |
| 林天助 | 區長        |
| 黎在鍵 | 間接民選    |
| 開嘉亭 | 派任        |
| 夏偉   | 派任        |
| 楊耀明 | 派任        |
| 李漢秋 | 派任        |
| 洪志成 | 派任        |
| 洪福田 | 民選1-2屆   |
| 方金憑 | 民選第3屆   |
| 洪萬宗 | 民選第4屆   |
| 林媽瑞 | 民選第5屆   |
| 洪國正 | 民選6-7屆   |
| 林金量 | 民選8-9屆   |
| 洪成發 | 民選10-11屆 |
| 洪若珊 | 現任        |

### 鄉政組織

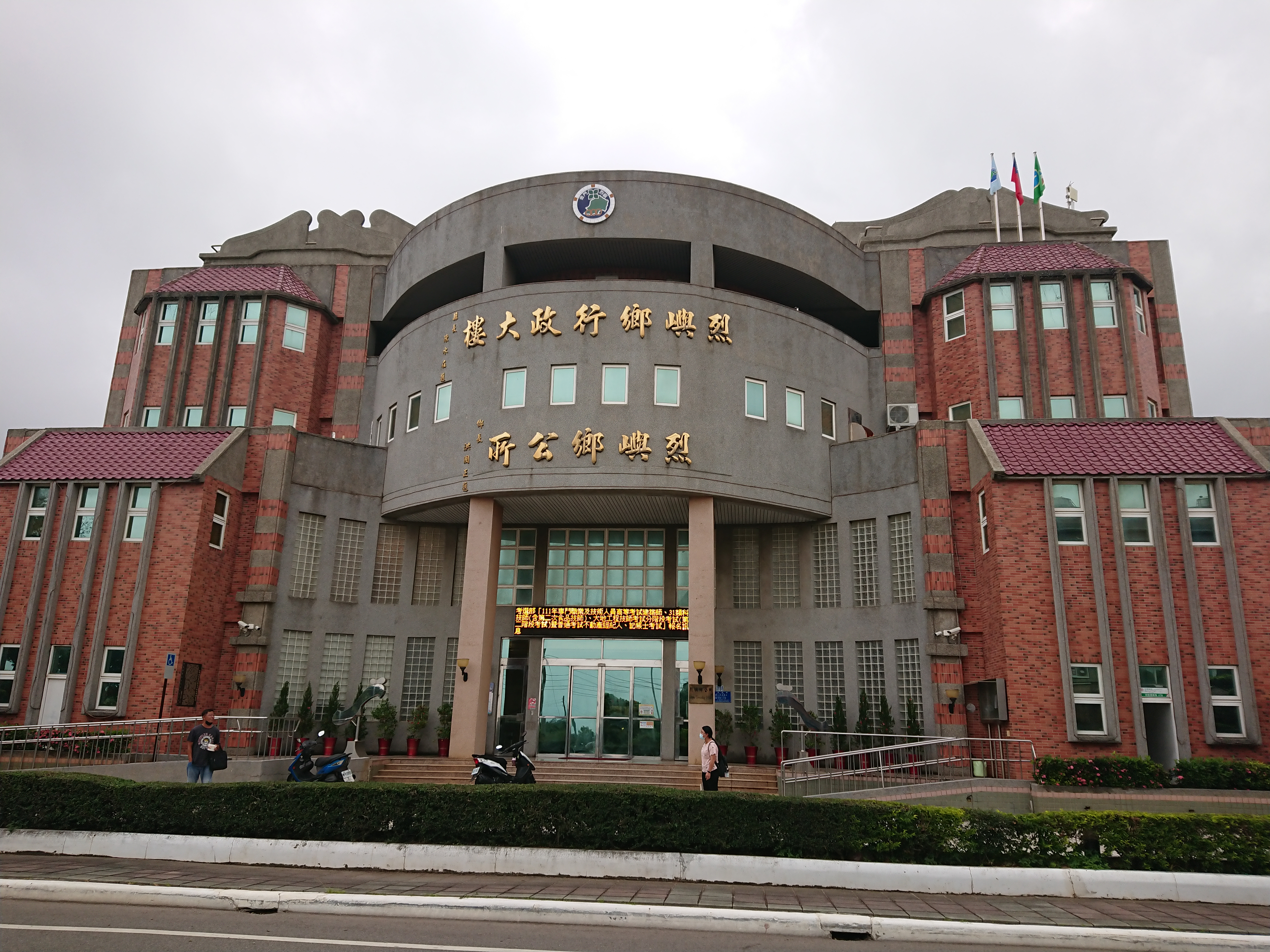
烈嶼鄉公所行政大樓

烈嶼鄉公所是烈嶼鄉最高層級的地方行政機關，在中華民國政府架構中為鄉自治的行政機關，同時負責執行縣政府及中央機關委辦事項，烈嶼鄉的自治監督機關為金門縣政府。鄉長由全體鄉民直接選舉產生，任期為四年，可連選連任一次。烈嶼鄉公所並置鄉政會議，為鄉政最高決策機構，在鄉長之下，設有5課2室等7個內部單位及1個附屬機關。

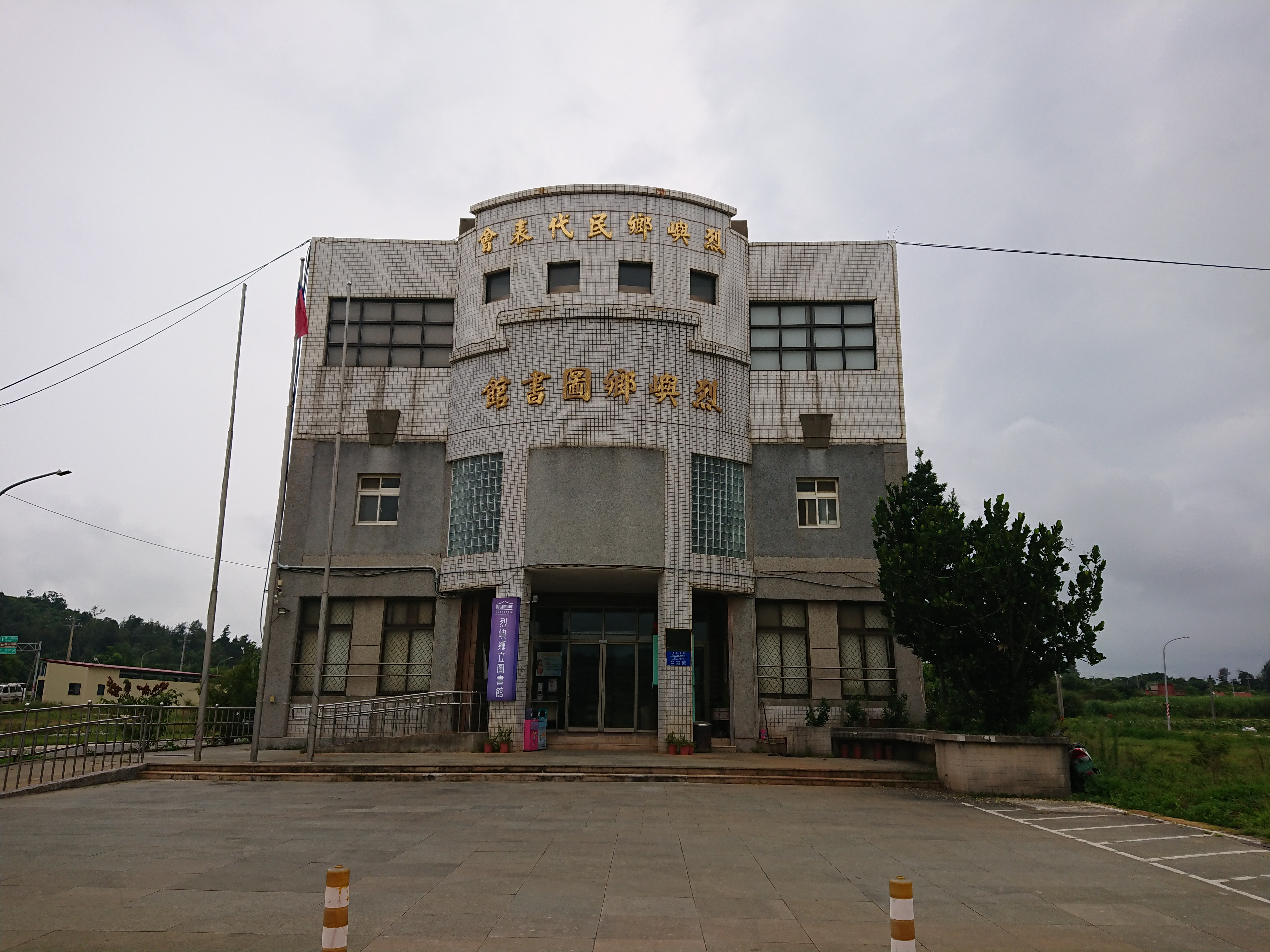
烈嶼鄉立圖書館暨烈嶼鄉民代表會

烈嶼鄉民代表會是烈嶼鄉的最高民意機關，代表烈嶼鄉全體鄉民立法和監察鄉政。鄉民代表由公民直選選出，任期為四年，可連選連任。烈嶼鄉民代表會共有7位鄉民代表，選區劃分上為不分區，主席、副主席由7位鄉民代表互選產生。
烈嶼鄉為金門縣議會第三選區，在金門縣議會19席縣議員中，烈嶼鄉共選出2席縣議員。

### 行政區
烈嶼鄉的行政區劃轄有林湖村、上岐村、上林村、西口村、黃埔村等5個村，共計97鄰，下有西路、西宅、東林、湖下、羅厝、青岐、上庫、楊厝、上林、中墩、南塘、后井、前埔、湖井頭、東坑、雙口、下田、西吳、西方（金門話：Sai-png）、后宅、黃厝、埔頭、庵頂、庵下、后頭、林邊等26個自然村。

## 經濟
烈嶼鄉有一半的人口都從事農業，種植高粱，小麥及芋頭，農產品銷往金門各地，甚至是外地，高梁則是賣到金門酒廠，以一斤米的價錢收購。另一半就從事工業或是服務業，大部分的從事服務業的人都每日通勤前往大金門的金城鎮或是金湖鎮工作，以從事公務人員或是免稅店、醫院醫護人員居多。烈嶼鄉最大的商業區位在東林村，早期因為有大量的軍人在本地，東林街商店林立，一到假日人潮非常多，有如西門町，帶給當地人許多收入，但隨著軍人越來越少，東林街不再以往的繁華，商店比以往少了一半，但東林還是烈嶼鄉最大的商業區，有全家便利商店、7-Eleven、土地銀行、信用合作社、服飾店、美容院及許多雜貨店等。

## 教育

### 國民中學
- 金門縣立烈嶼國民中學

### 國民小學
- 金門縣烈嶼鄉上岐國民小學
- 金門縣烈嶼鄉西口國民小學
- 金門縣烈嶼鄉卓環國民小學

## 醫療
目前金門醫院有在烈嶼鄉設立分院和烈嶼衛生所，烈嶼鄉還有一家私人診所。但遇到重大疾病還是要送往金門本島的金門醫院，甚至還要送到臺灣本島的醫院。

## 交通

### 水路船舶
金門有料羅與水頭兩商港，水頭商港同時為小三通指定港口，與廈門五通碼頭和泉州石井碼頭之間有定期航線外，也亦為烈嶼鄉（小金門）與金門本島每天固定航線對開的地方。
小金門的九宮碼頭及金門的水頭碼頭之間每天從早到晚每半小時各有兩艘渡輪來回，每次搭乘需付全票60元新台幣，半票30元新台幣，船隻可載運機車或腳踏車等小型車輛，每次載運機車需付100元新台幣（非縣籍），腳踏車（非縣籍）付50元新台幣，小客貨車(3.5噸以下)付700元新台幣，大客貨車(3.5噸以上)付4,000元新台幣。（擁有戶籍之縣民，金門縣政府有補助）。金門地區的居民於搭乘公共車船時，可持金門縣公共車船管理處發行的金門交通卡，在上下車船時於電子感應器前感應刷卡，即可免費搭乘。搭乘地區公共運輸船則需另付保險費用。其交通費用由金門縣議會撥款補助。

### 金門大橋
聯絡烈嶼鄉至金寧鄉的金門大橋於2011年1月9日開始動工，2022年10月30日正式通車 。這座跨海大橋，將可以有效改善烈嶼鄉交通、水電、醫療問題，過去兩岸烽火連天的年代，前線的金門實施戰地政務，以致許多建設無法推動，人民生活相當不便，尤其與金門本島一水之隔的烈嶼鄉，醫療等資源匱乏。
金門大橋從金寧鄉湖下到烈嶼鄉后頭，全長約5.4公里，其中跨海部分約4.8公里，主橋為五塔連續的脊背橋，完工後將是全世界最長跨徑的脊背橋之一。這條海上長龍，將缩短金門本島與烈嶼鄉的交通距離，並帶動觀光的便利及地方的發展。

### 公車
金門大橋2022年10月30日通車，由金城至烈嶼公車班次同日開通。第15路（金烈幹線，由金城車站至烈嶼九宮碼頭）、36路（山烈線，由烈嶼經金城鎮來往山外站）、37路（山烈線，由烈嶼經金寧鄉來往山外站）及國立金門高級農工職業學校學生專車，行經金門大橋，連接金門本島。

### 電瓶車
烈嶼上有電瓶車（類似高爾夫球車）可租借瀏覽全島，在九宮碼頭服務中心登記，全票150元新臺幣。半票為金門縣籍人士、身心障礙人士或持有學生證的在學學生為100元新臺幣。身高未滿115公分孩童或65歲以上年長者免費搭乘。

## 地方特色及著名景點
- 風雞：烈嶼過去和金門一樣同受風災之苦，在金門本島是以風獅爺為精神寄託，但在烈嶼各村落，情況就顯得相當不同。在這裡，風雞不是佇立在村口，不然就是在屋頂上。泥塑的公雞，因身漆白色，村民遂暱稱為「白雞」或「風雞」。相傳風雞能鎮風煞、剋蟻害、護古宅、保平安。
- 北風爺：北風爺座落在烈嶼西方社區與后宅村之間的道路旁，是一座黑面手持寶塔的塑像，由於北風強勁又有落山風，村民就以此塑像與「風雞」同立，祈求鎮風止煞。
- 傳統閩南聚落：傳統聚落與建築是烈嶼最豐富的文化資產之一，大部分仍維持漳泉式樣的傳統閩南式建築，不論是磚石材料的運用、建築裝飾的表現、或是平面的佈局皆變化多端，深具獨特的地方風格與豐沛的藝術生命力。另有俗稱「番仔樓」的西式洋樓建築，其中又以中西合璧的洋樓最具特色。本地宗族觀念深厚，慎終追遠不忘根本、重視血緣濃情的情感民風也正是最樸實最珍貴的文化資產。
- 吳秀才厝：烈嶼鄉最大的古厝，即上庫村的「吳秀才厝」。是清末秀才吳文長的故居。雙落雙護龍，門埕有院牆環護，佔地寬廣，格局宏偉。此宅創建於清道光年間，距今約有160年歷史。
- 宗祠：烈嶼各地皆有宗祠，大多已有百年歷史，遷徙來金門的子孫為祭祀祖先而建。宗祠建築古樸細膩，祠堂內外有許多對聯，敘述世世代代的故事，建築裝飾玲瓏典雅，不落俗套。宗祠是維繫家族的重地，冬至祭祖，除夕要到祠堂迎神、送神，正月初一要上香祭祀，每年春分秋分也會到宗祠祭掃一番。
- 東林海濱公園：位於東林聚落東南海濱，羅厝漁港的南邊。也就是由九宮坑道順著羅厝漁港與海岸線同行，就可來到這座海濱公園。 隨著軍管的解除，金門日益開放，生活不單只照顧三餐，海濱也不再是軍備防衛或蚵民的謀生之處，鑑於此，在東林開發這座休閒育樂設施，使小島人民卸下昔日武裝，以輕鬆無壓的狀態過生活。由於地區遊憩資源甚缺，且無大型、集中性的休憩據點，因此，塑造這座佔地達三公頃的海濱公園，提升鄉民生活品質。
- 八達樓子：雄踞烈嶼西宅社區前一座巍峨的城堡矗立路旁。1933年，日軍突襲長城口的國軍部隊，為了誘敵，國軍留下一班步兵死守古北口的八達樓子以掩護轉進。雖然任務圓滿達成，但七位戰士皆壯烈成仁。為紀念這七位勇士，在1966年於西宅社區前，仿建當年八達樓子，並塑出當年其英勇姿態，以表英烈。「八達樓子」有數丈高，拱型的大門上面嵌有「古北口」漆紅的大字，樓內有樓梯通往樓頂。七勇士塑像栩栩如生的英姿，正表現出烈嶼的戰鬥精神。
- 羅厝媽祖公園：臨近九宮碼頭，位在羅厝後山制高點，擁有俯瞰羅厝漁港與烈嶼東林濱海公園沙灘地的絕佳視野；公園裡最引人注目的是一尊高聳的媽祖石像，可說是羅厝的新地標。
- 保生大帝廟：位於上庫與南塘之間的福山山坡上的保生大帝廟，於明朝嘉靖年間，毀於倭寇之亂，神像流離失所，遂為烈嶼「四甲八保」於每年12月18-20日恭迎，輪值供奉。今鄉人凝聚共識，海內外鄉民籌募基金，於原廟現址鳩工重建，座向正東西，營造法是採用南、北式造；大殿高19公尺、前殿高17公尺、深29.5公尺。東西廂房加鐘鼓樓左右相襯，廟宇雄偉壯觀、匠新細雕、構築宏觀。其保生大帝塑像栩栩如生，豎立此聖地，不僅為烈嶼鄉最大廟宇，更為全縣之冠，將宗教信仰與觀光遊憩融唯一體；實為觀光客及善信前往拜拜及參觀的好地方。
- 將軍堡：為民國47年10月21日，蔣經國先生偕同王昇、柯遠芬二將軍自水頭乘成功艇抵烈嶼慰勉守軍，轉達先總統 蔣公指示，在砲火聲中與第九師師長郝柏村少將會商軍機的處所，並召開作戰會議，八二三砲戰期間為國軍重要的碉堡，金防部於民國69年整修後，定名為「將軍堡」。 整座碉堡臨海興建，成L型，下層共有二十四個射口，北向可監控金門港灣，南向則可監控金烈水道海域動向。碉堡上層則視野遼闊，可協助防禦大金門西海岸之海防。本據點撤防後，由金防部於民國92年2月移撥給金門國家公園管理處。
- 國姓井：位於下田村，300餘年前，鄭成功率兵登陸烈嶼，來到下田一帶，兵馬俱疲卻找不到飲水，國姓爺乃揮劍指地，命士兵循劍指處拙井；不多久，果真湧出清冽甘泉，經年不竭，鄉民因而尊稱為“國姓井”是小金門年代最久遠的古蹟。
- 烈嶼湖井頭戰史館：座落於湖井頭村，這是一座記錄了烈嶼過去幾場戰役傷痕的史料館。詳細記錄了大二膽、九三、八二三等戰役中，烈嶼軍民勇敢抗敵的史蹟，豐富完整的保留了文字和圖像記錄。館外兩側牆上刻有八二三砲戰實況。戰史館的設計散發出執著且堅忍的軍人氣息，充分訴說了烈嶼的抗戰精神。
- 九宮(四維)坑道：又稱四維坑道，位於烈嶼東南方羅厝與九宮之間，民國五十年開挖作為人員、物資運補用，民國87年移撥金門國家公園規劃整理，於90年12月28日正式對外開放，館內圖文展示金門與大陸廈門相對位置、小金門賞景據點、道路動線、豐富地質景觀及坑道介紹，內容簡單扼要，使遊客能對烈嶼地區有一全面性的了解。
- 陵水湖：寬三里、長二里，是烈嶼最大的人造湖泊。湖面波光瀲灩，湖畔綠茵如蔭，許多鳥類棲息在此。若將過境的鳥類也算進去，來往陵水湖的鳥類可多達百餘種。
- 地雷主題館：位於黃厝村，含括鐵漢堡、勇士堡及其聯絡坑道，坑道長達三百五十公尺，坑道內設有地雷主題園區，介紹詳細地雷，從地雷定義與種類、地雷歷史、地雷殺傷力來源、佈雷方式、地雷生產及地雷聲光體驗區等。走出鐵漢堡至戶外的排雷情境展示區，有戰車碰撞地雷爆破情境展示區，仿真的雷區實境，再加上人像模擬排雷步驟實況，猶如置身排雷現場般真實，可體會國軍排雷大隊官兵在執行清除地雷的工作時，所經歷的高風險性。
- 海岸風光：小金門島磬皆由花崗片麻岩構成，大部分的土地多為紅土所覆蓋，地勢平緩。各區海岸都有被海水侵蝕的花岡片麻岩與金黃色沙灘，交錯構成一幅特殊地形景觀。
- 貓公石：散布在埔頭至黃厝村間綿延1公里的海岸邊，是種含鐵質結核塊岩，顏色多呈紅褐色，形狀、大小豐富多樣，是小金門特有的地質景觀。
- 「三民主義統一中國」心戰牆：金門大膽島上面向廈門市的「三民主義統一中國」心戰牆，1986年8月金防部司令趙萬富上將令烈嶼師長龔力少將興建，翌年同因三七事件去職。另有一面設於二膽島哨牆上。
- 烈嶼鄉文化館：烈嶼鄉公所舊址，2006年整修改建為地方文物展示館，陳列許多列嶼地方文化資產。

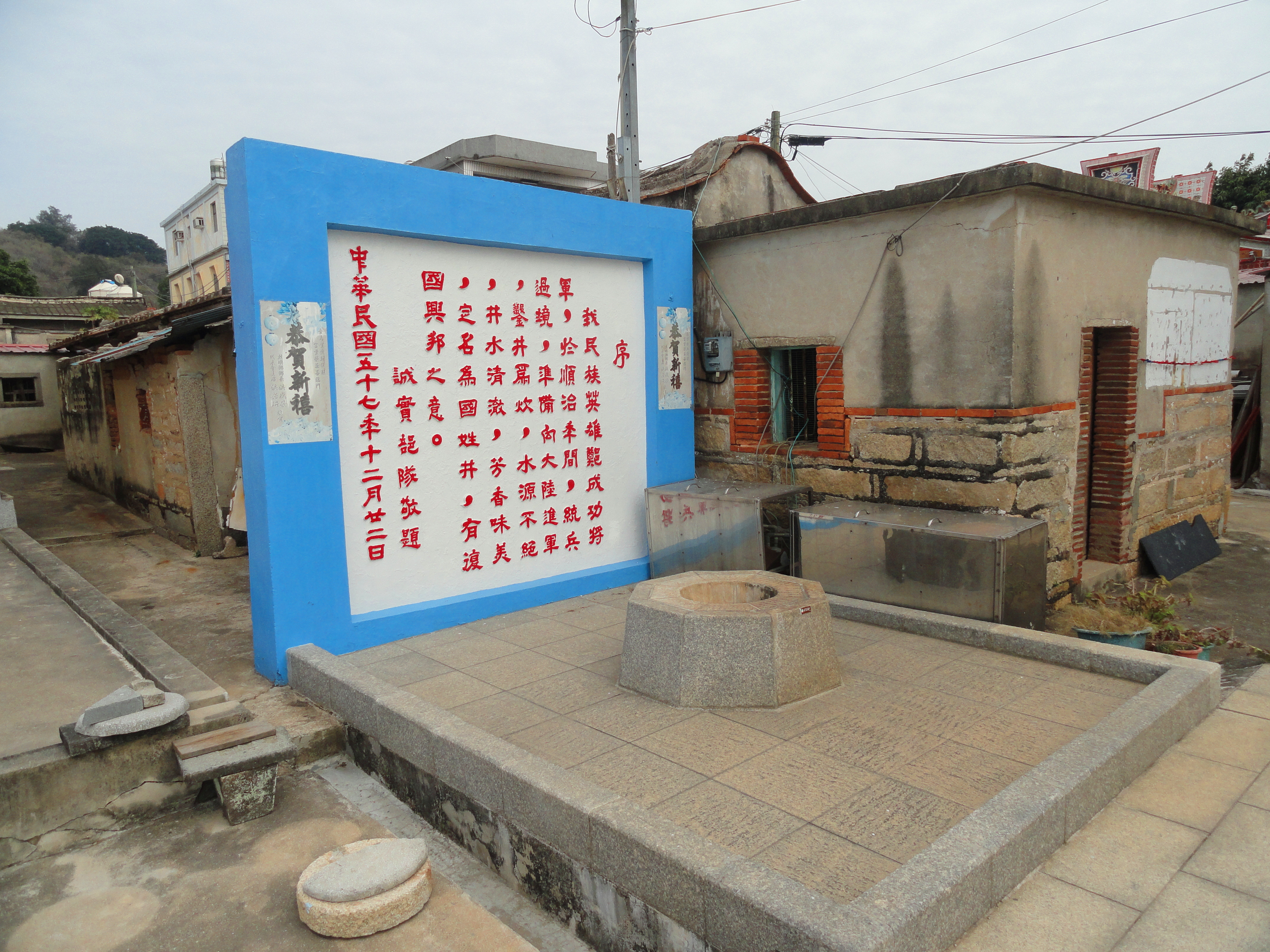
位于烈屿乡下田村的国姓井
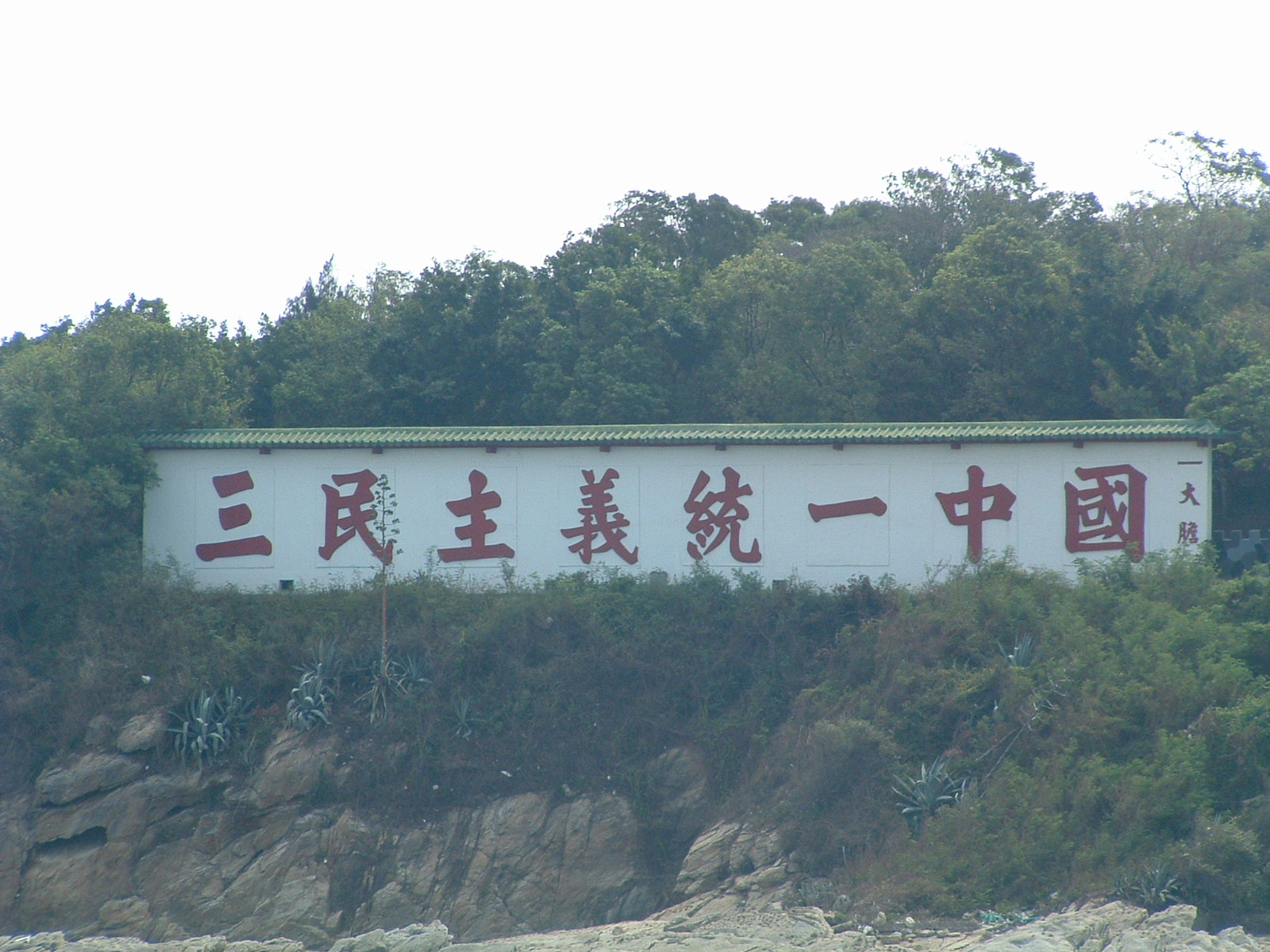
大膽島上著名的「三民主義統一中國」心戰牆
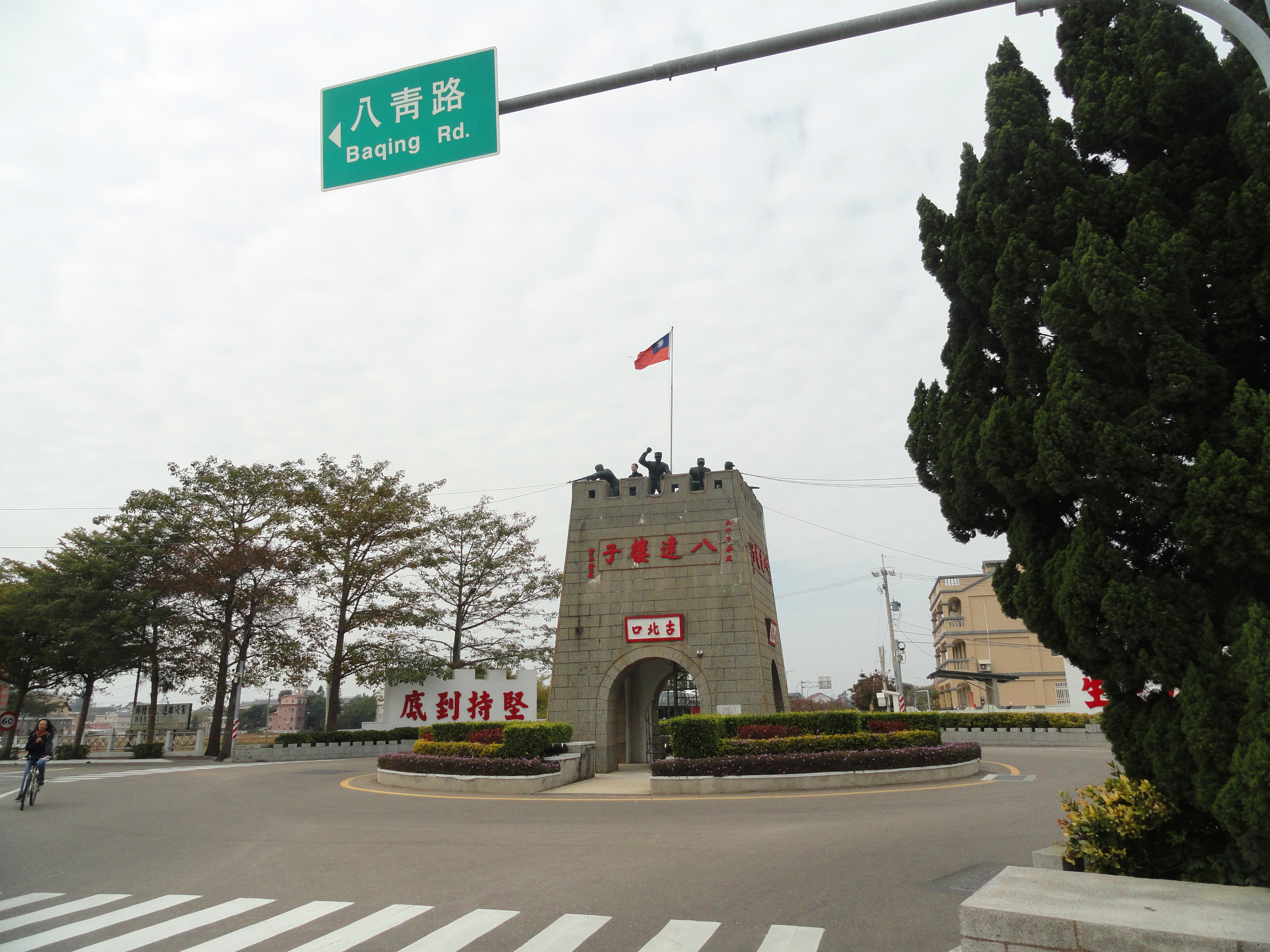
金门烈屿乡八达楼子
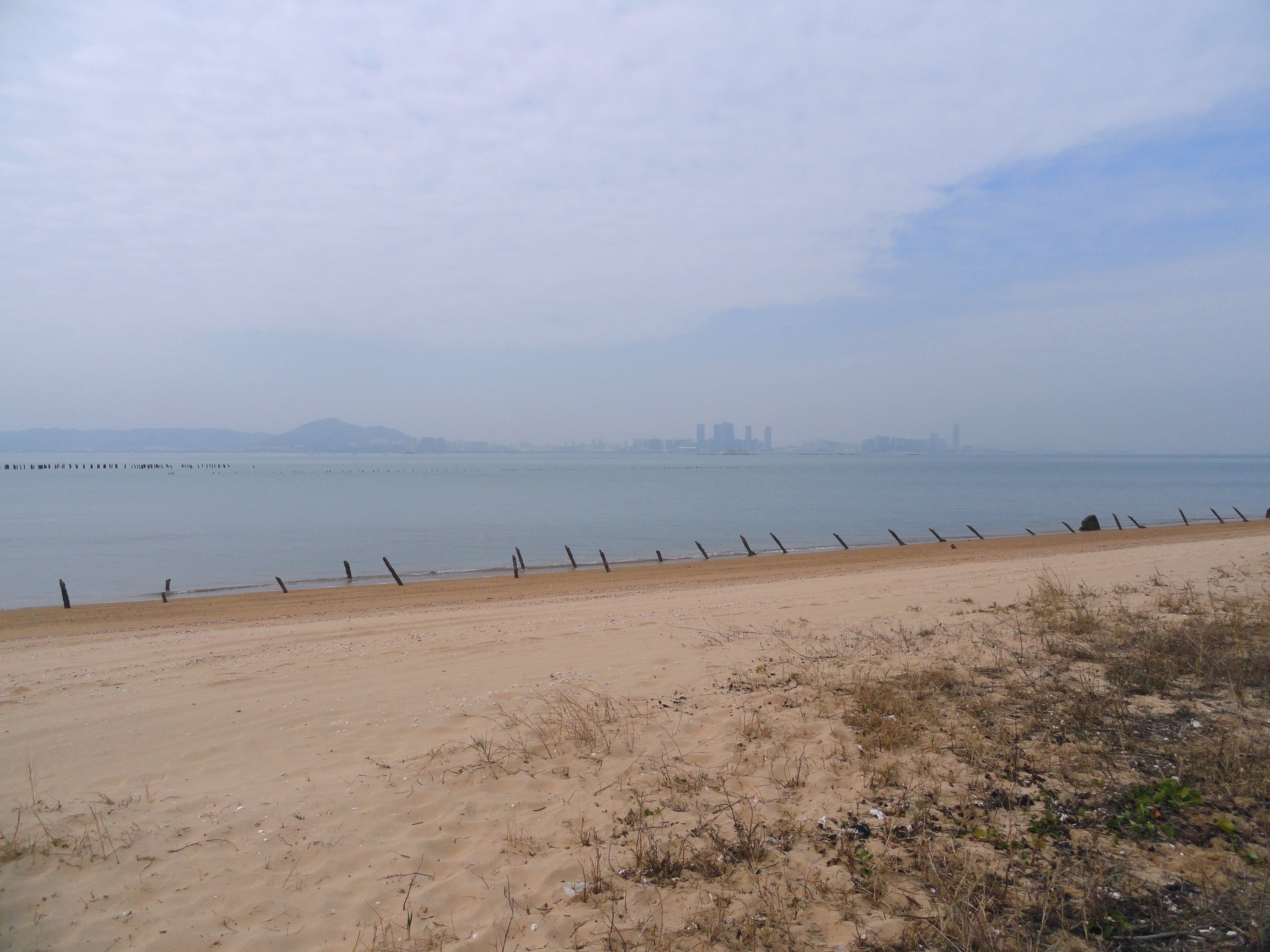
在金门烈屿乡雙口村的海岸眺望厦门
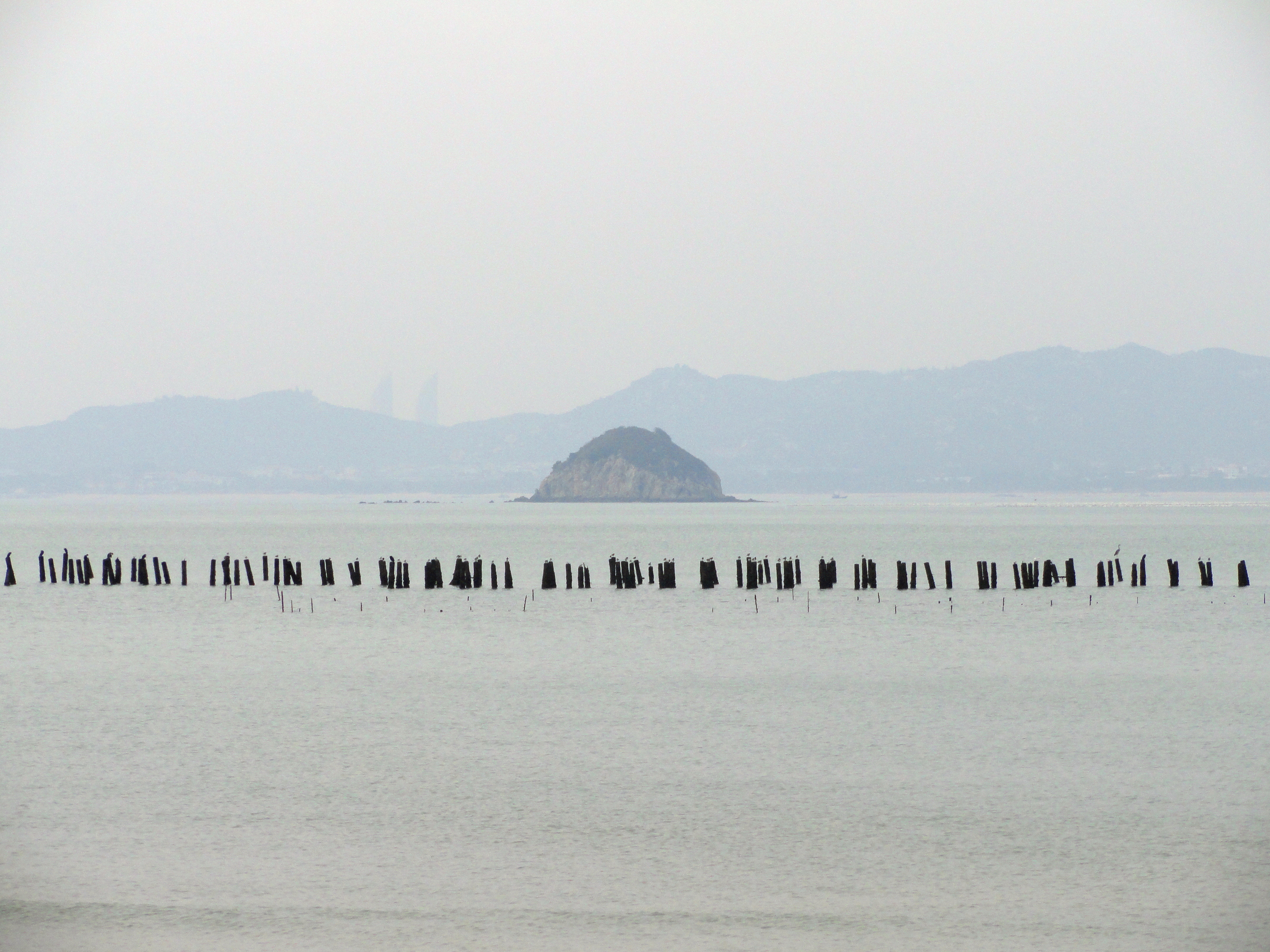
在金门烈屿乡拍摄的槟榔屿，背景是厦门岛。
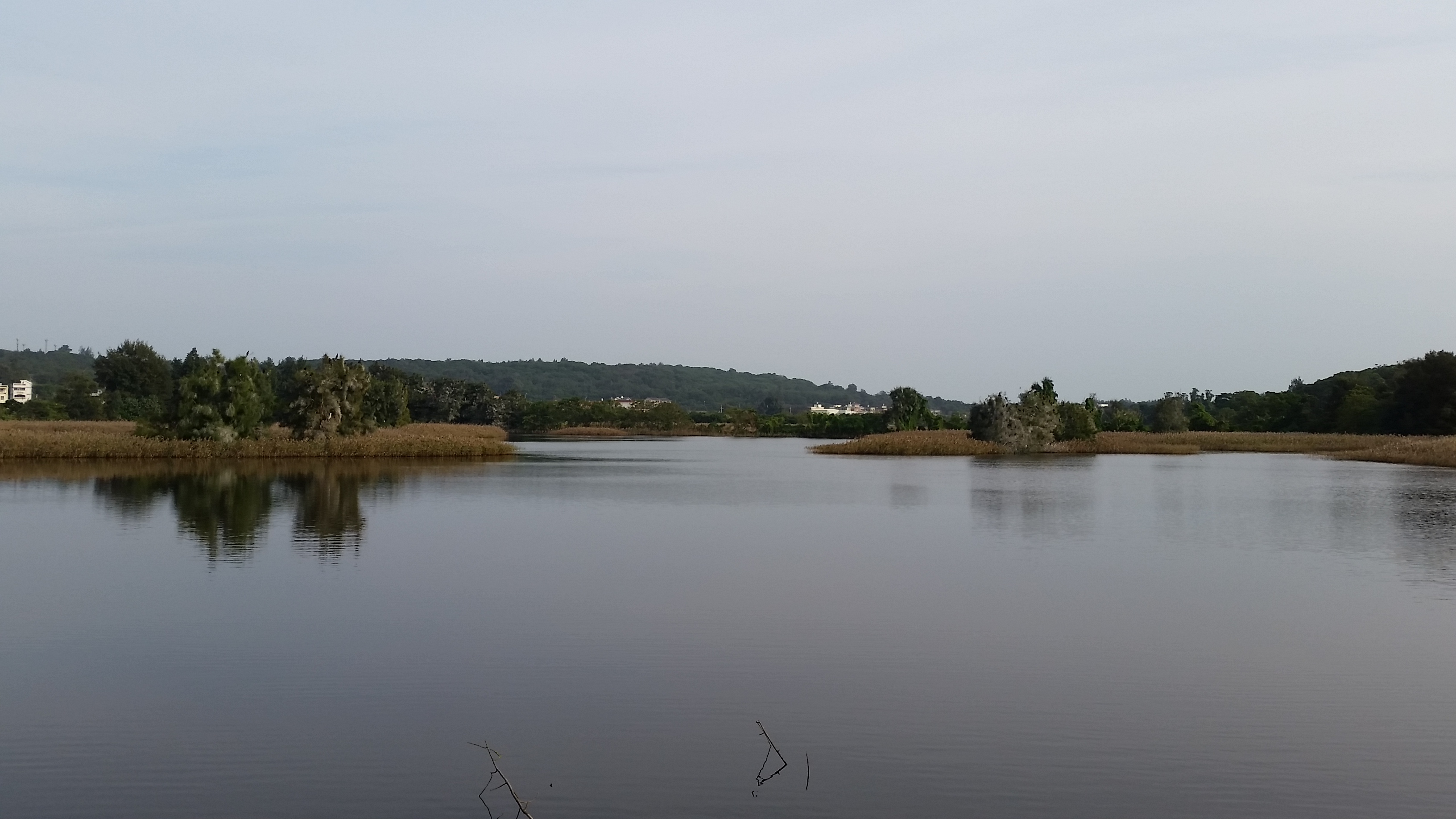
烈嶼陵水湖
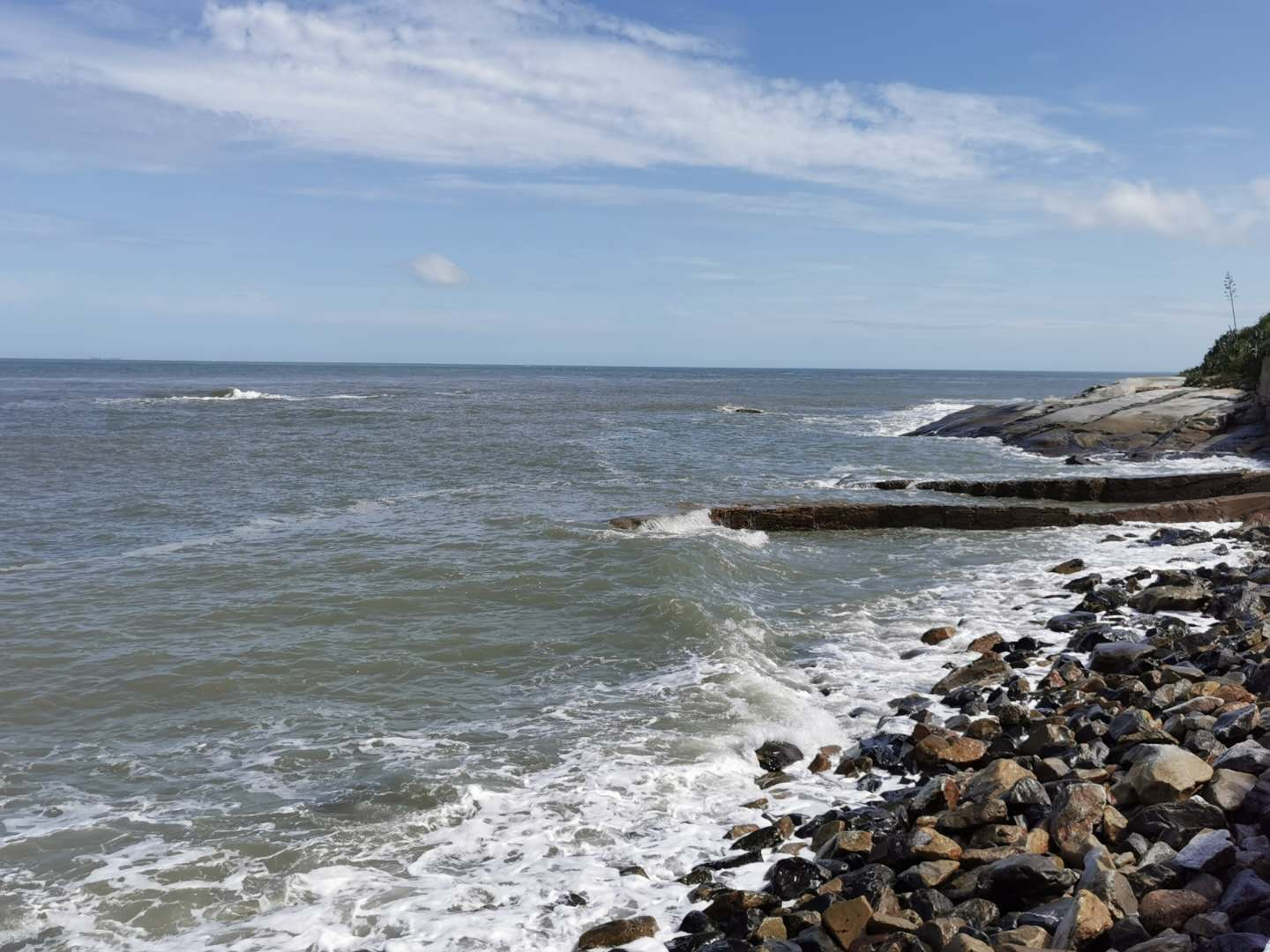
烈嶼海岸風光
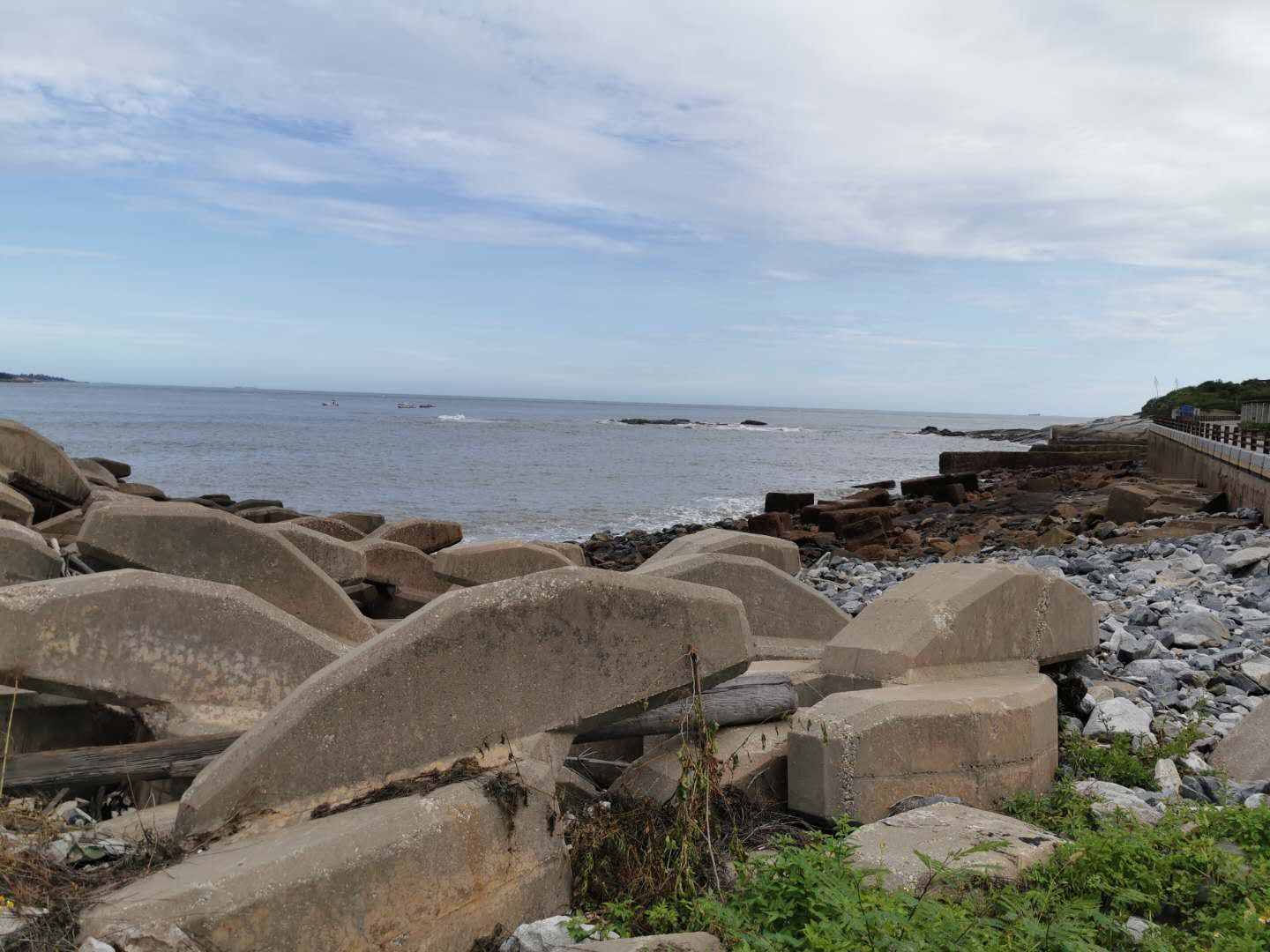
烈嶼海岸風光
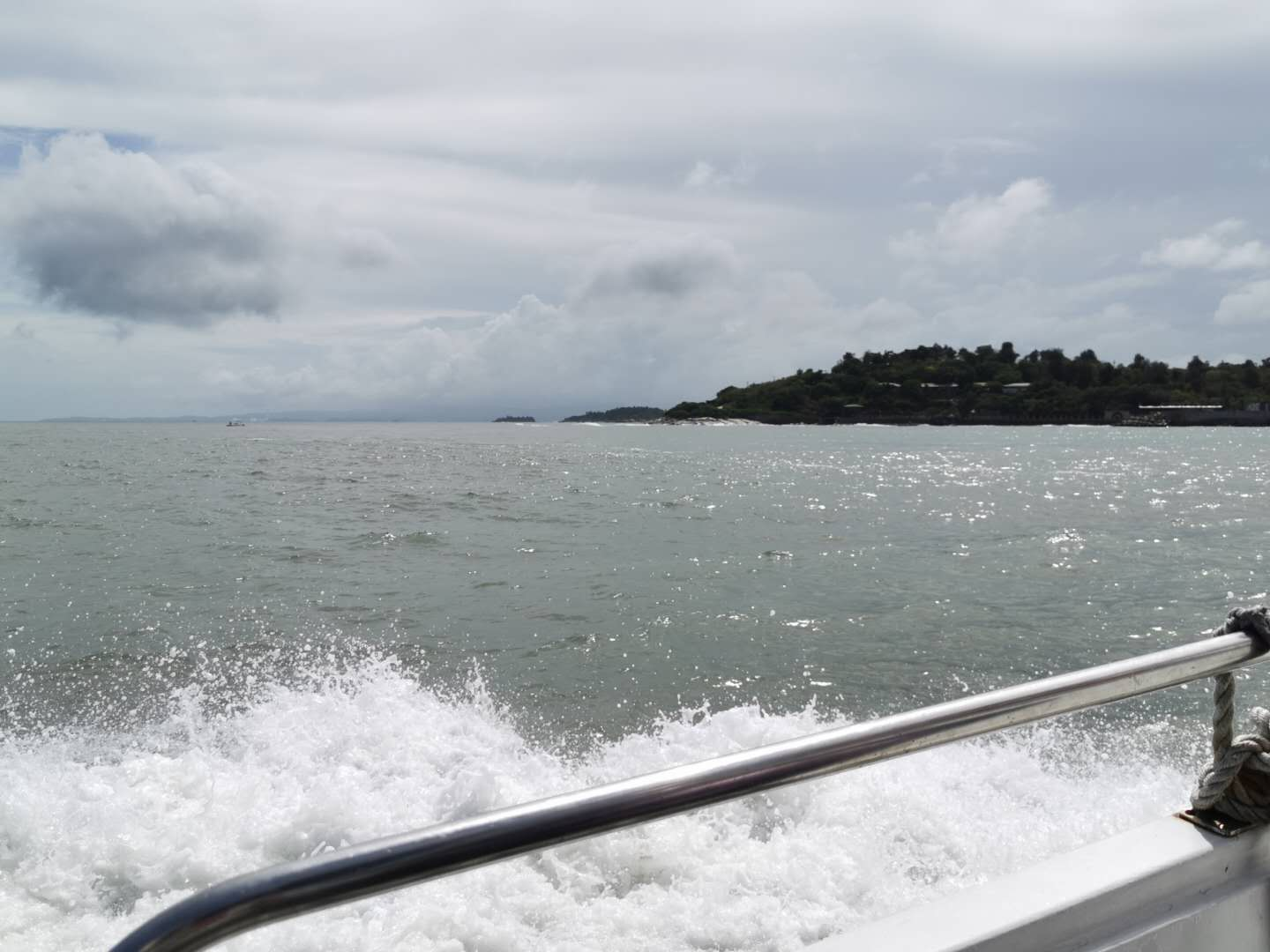
渡輪上的烈嶼
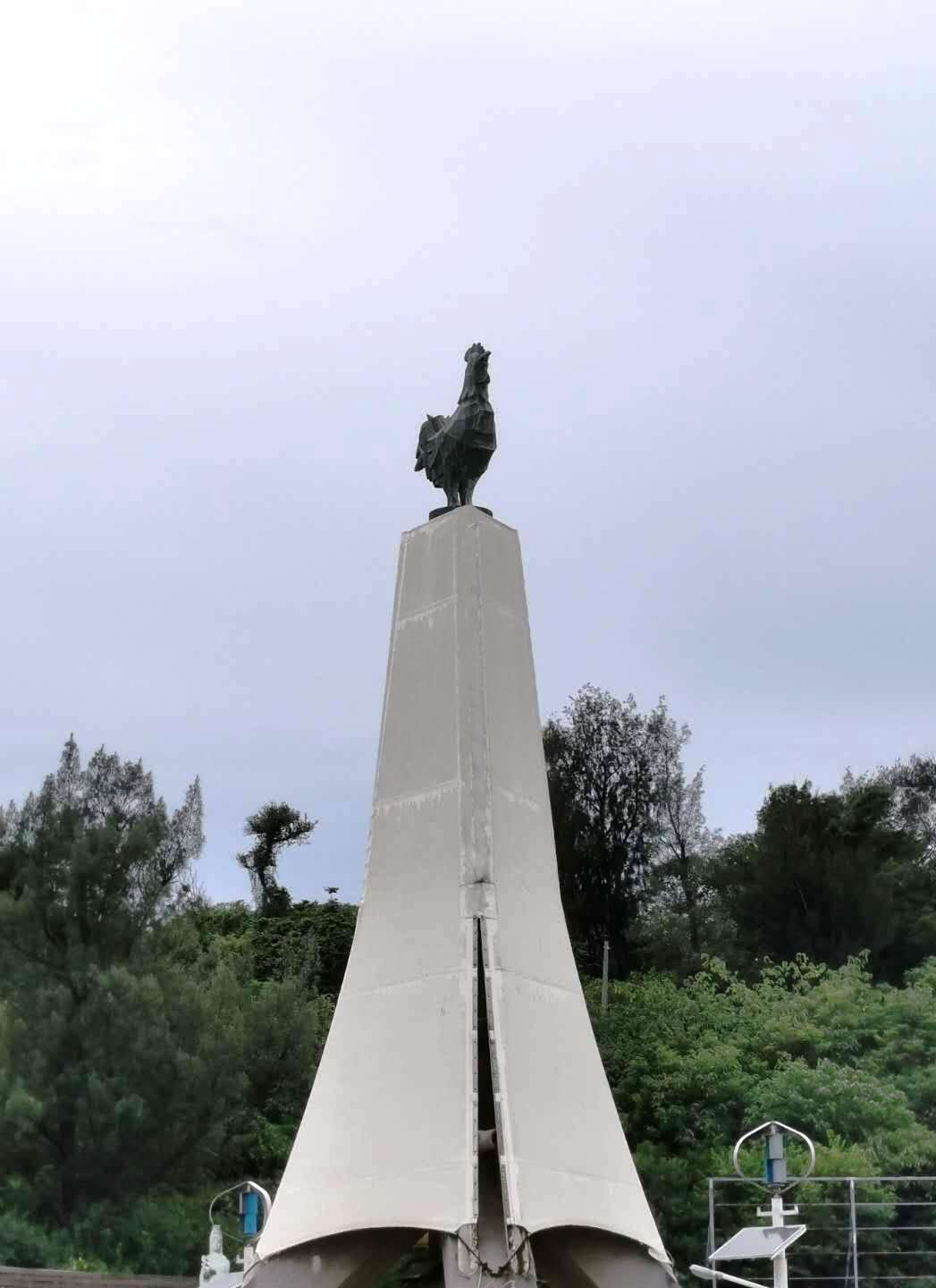
烈嶼鄉風雞
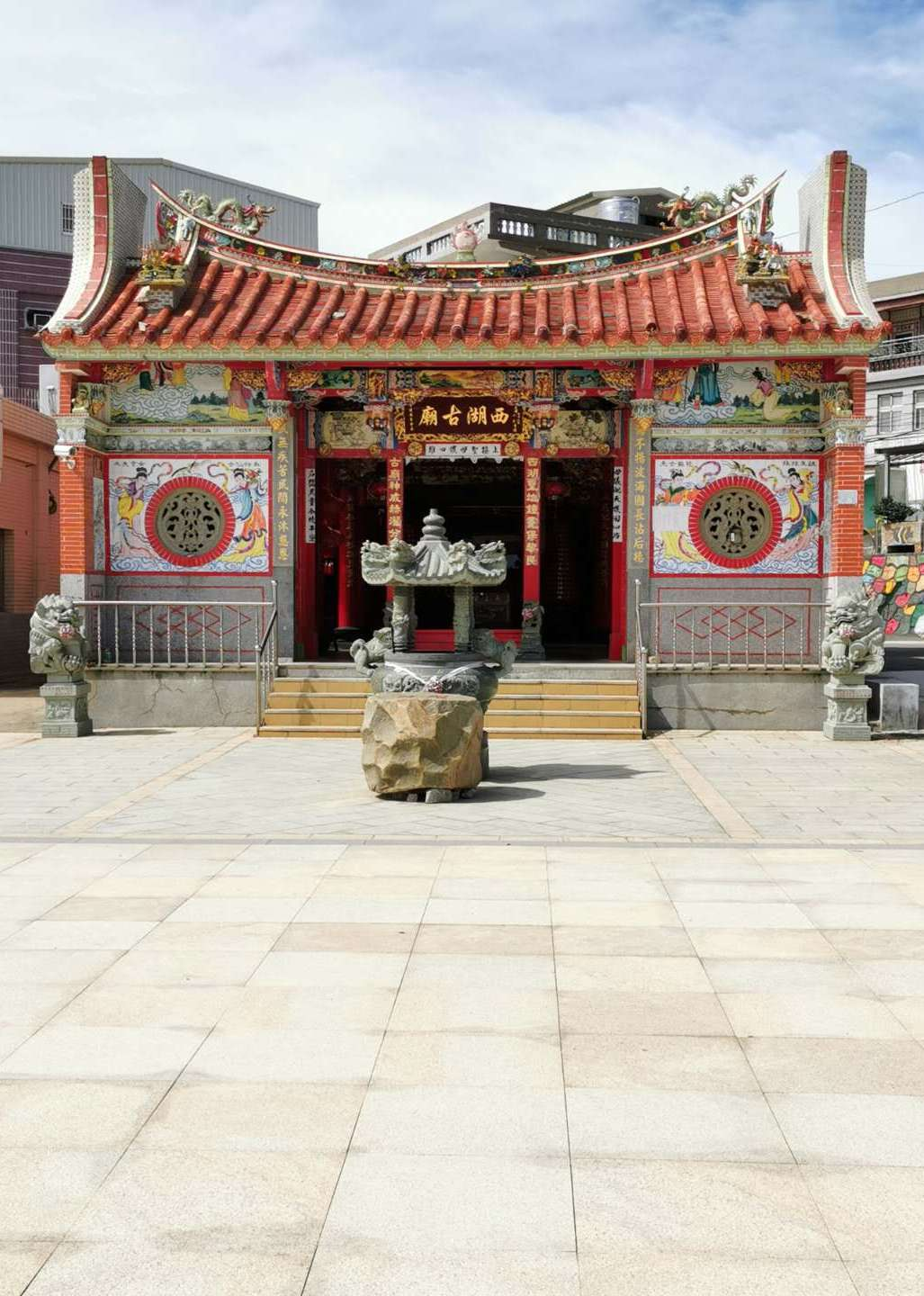
烈嶼鄉西湖古廟
金門烈嶼觀光半程馬拉松路跑活動告示版
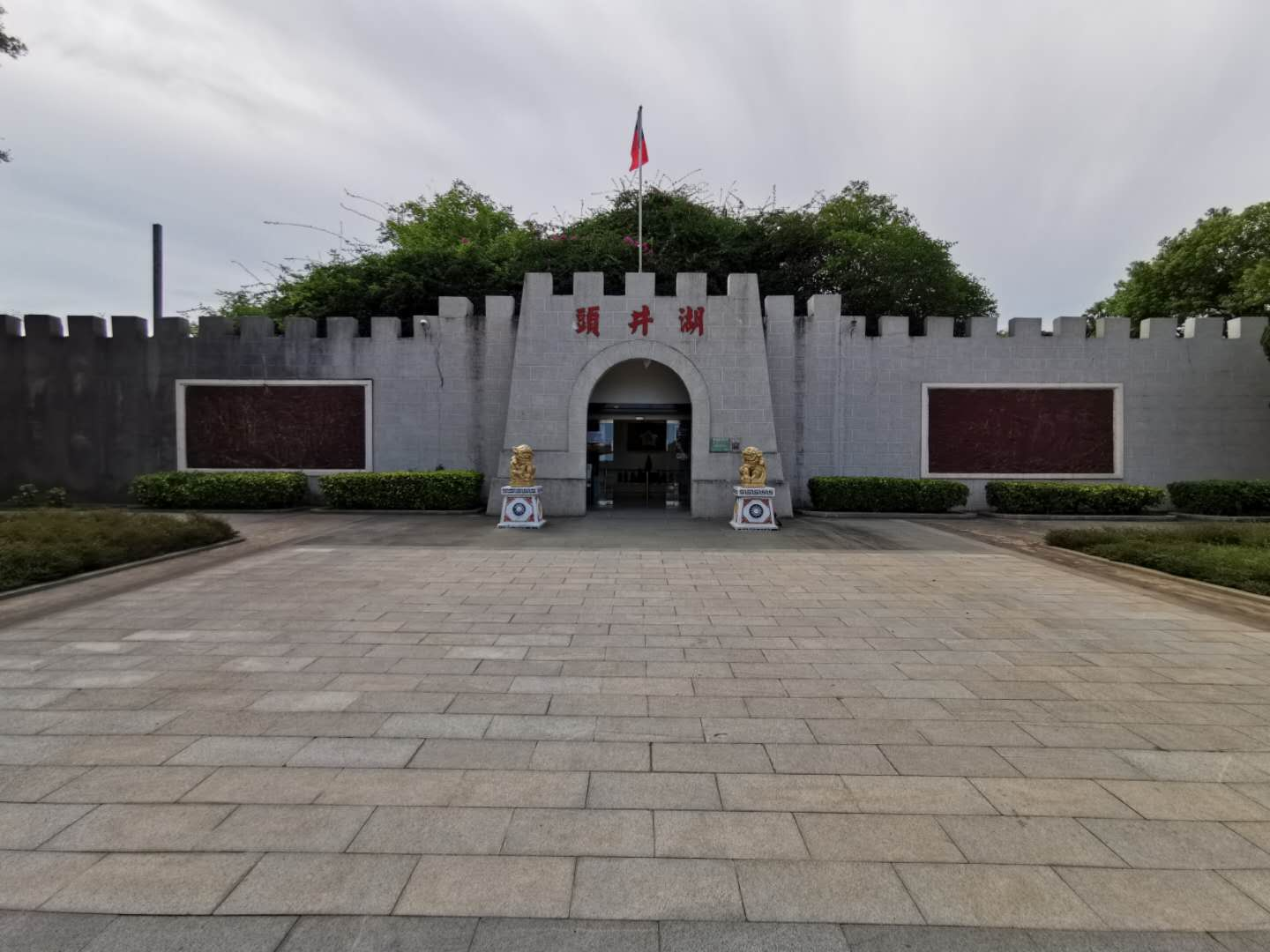
湖井頭戰史館
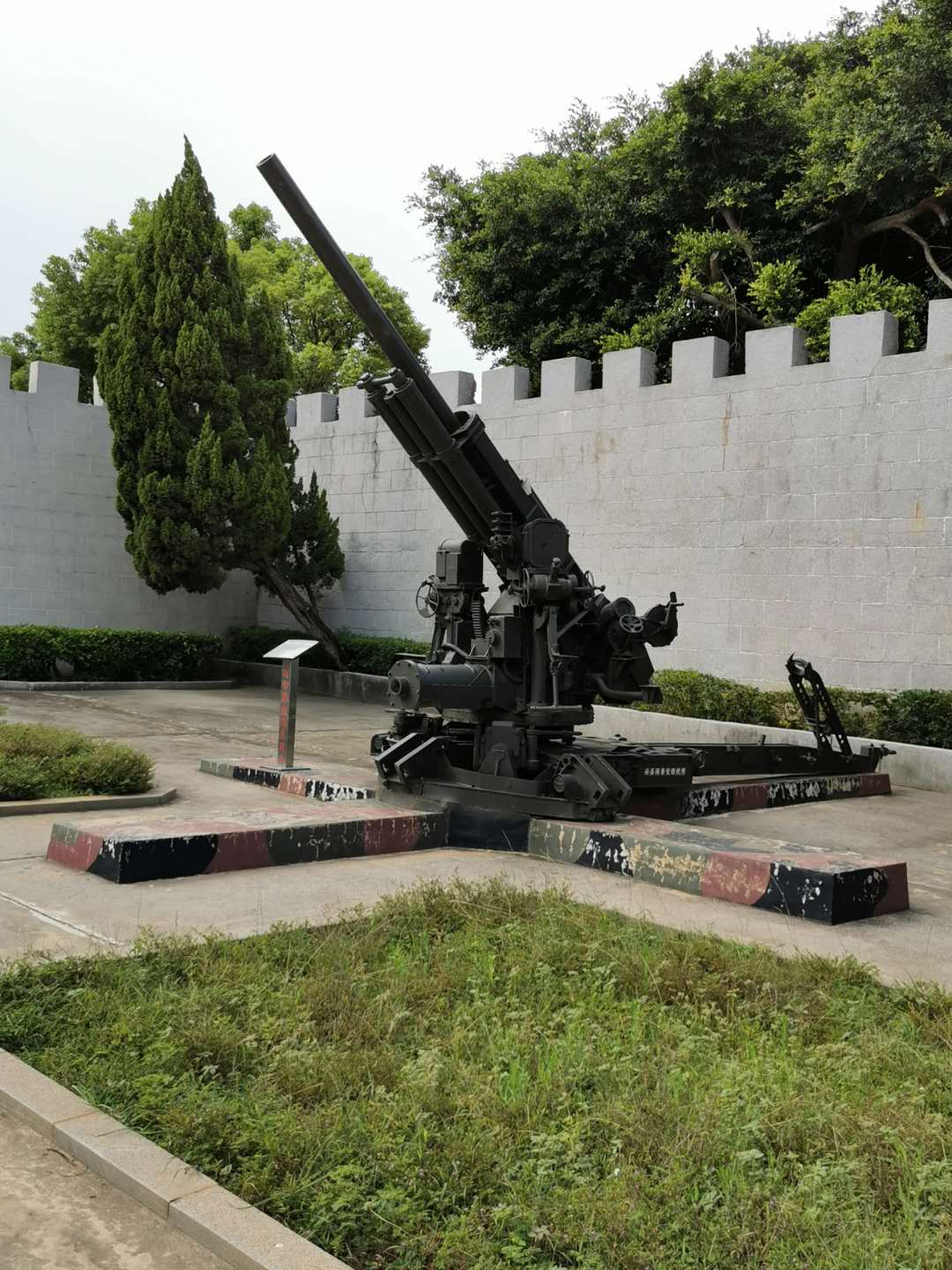
湖井頭戰史館九0高砲
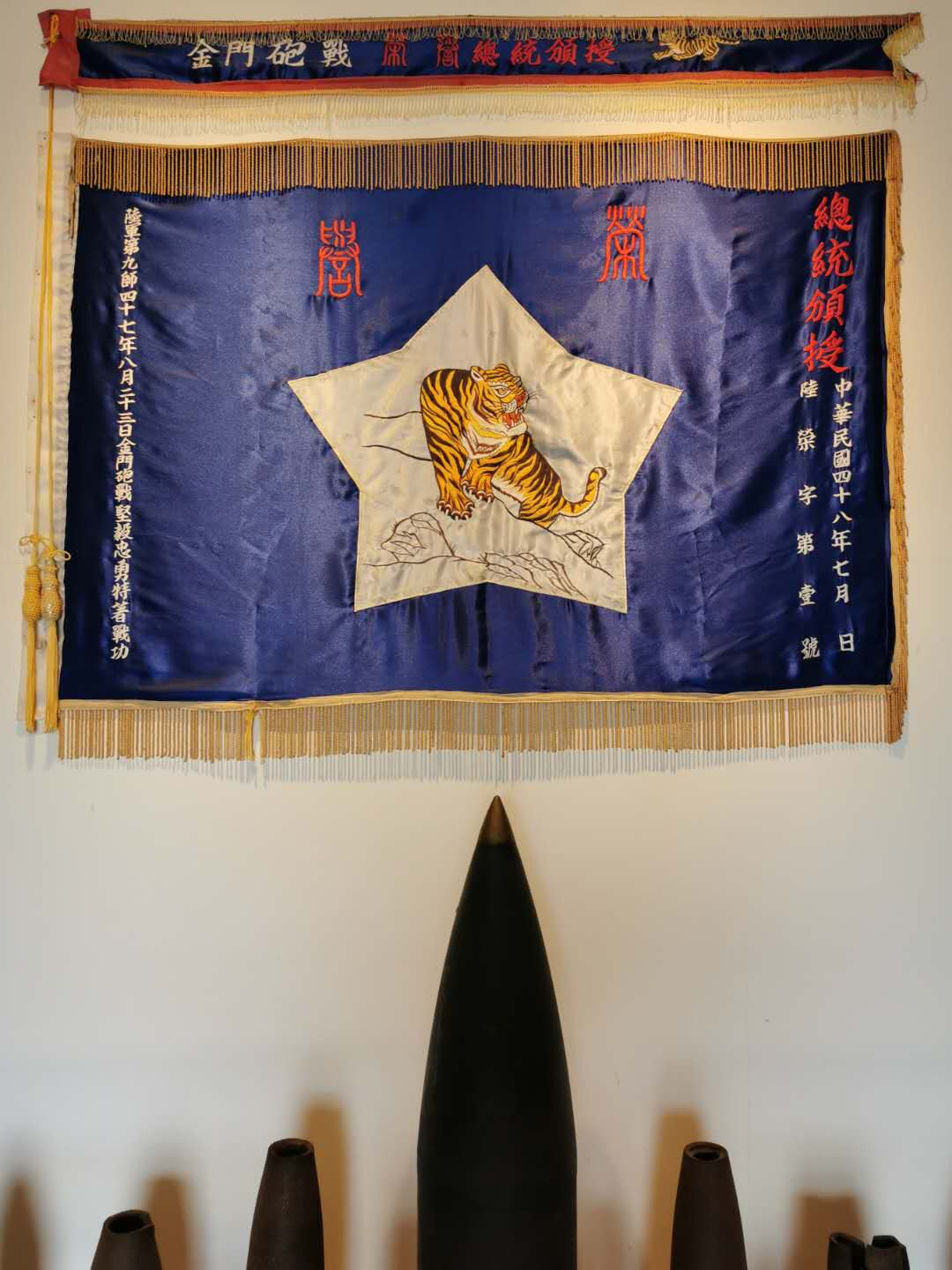
湖井頭戰史館
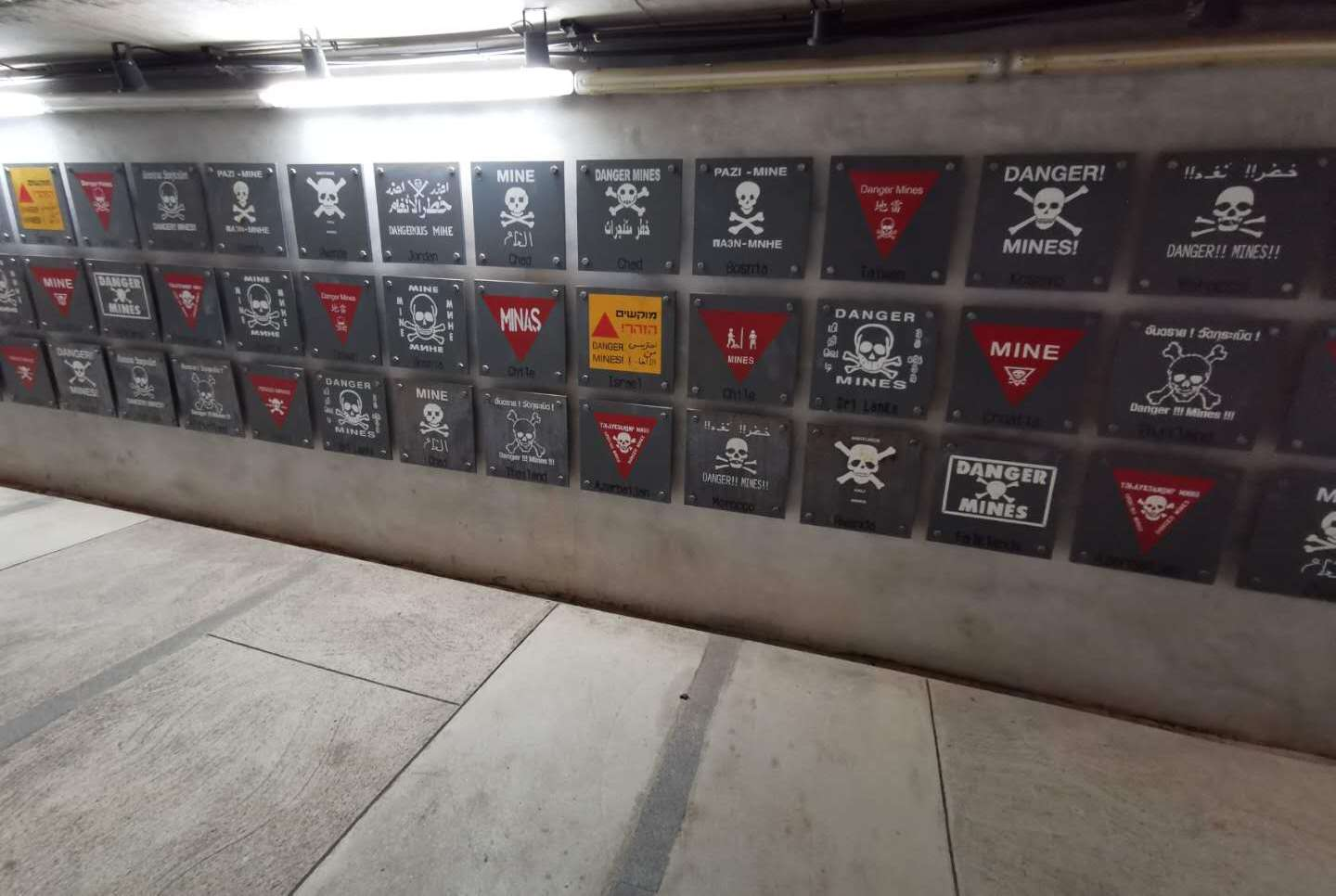
地雷主題館標誌介紹
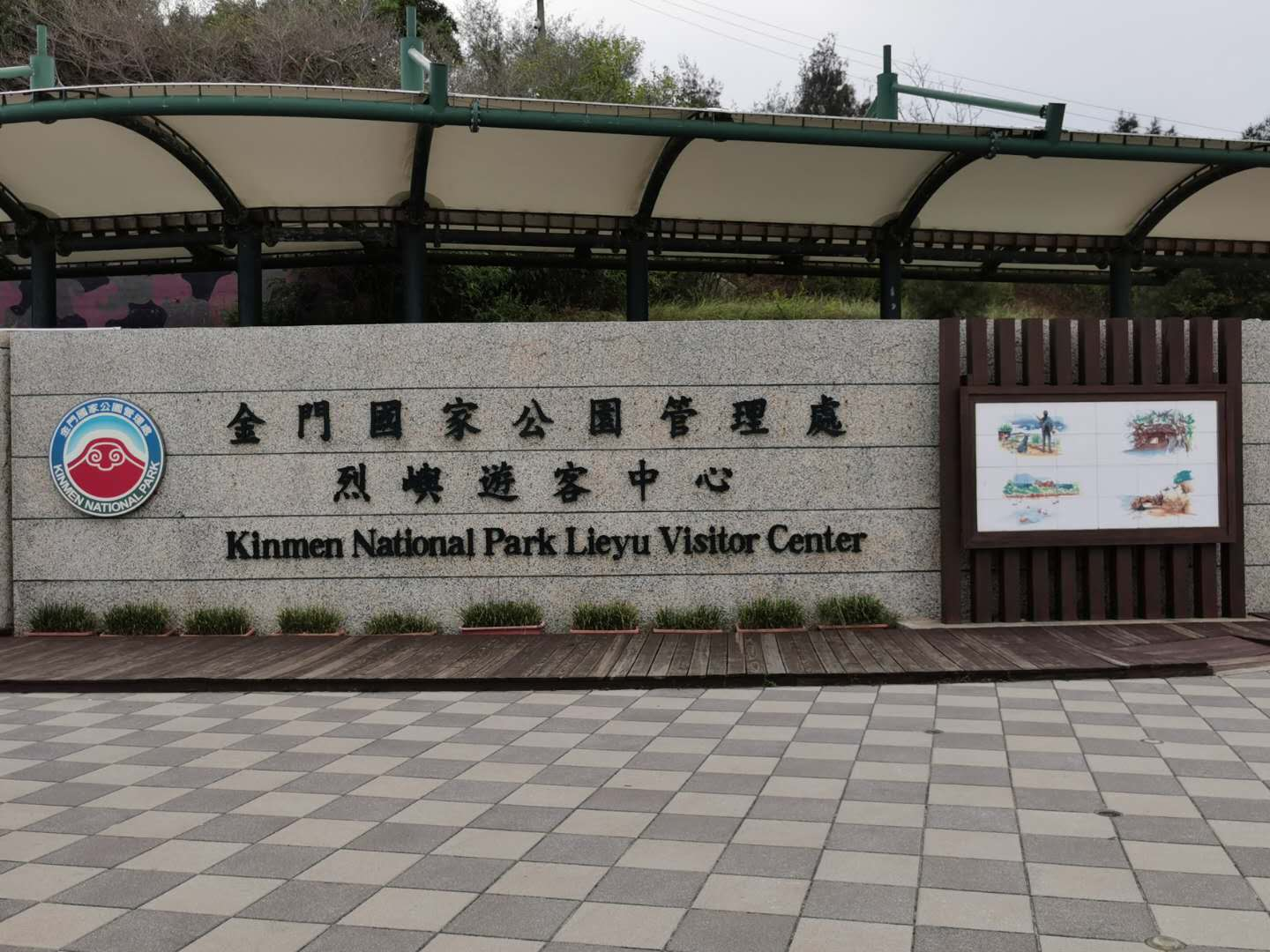
烈嶼遊客中心
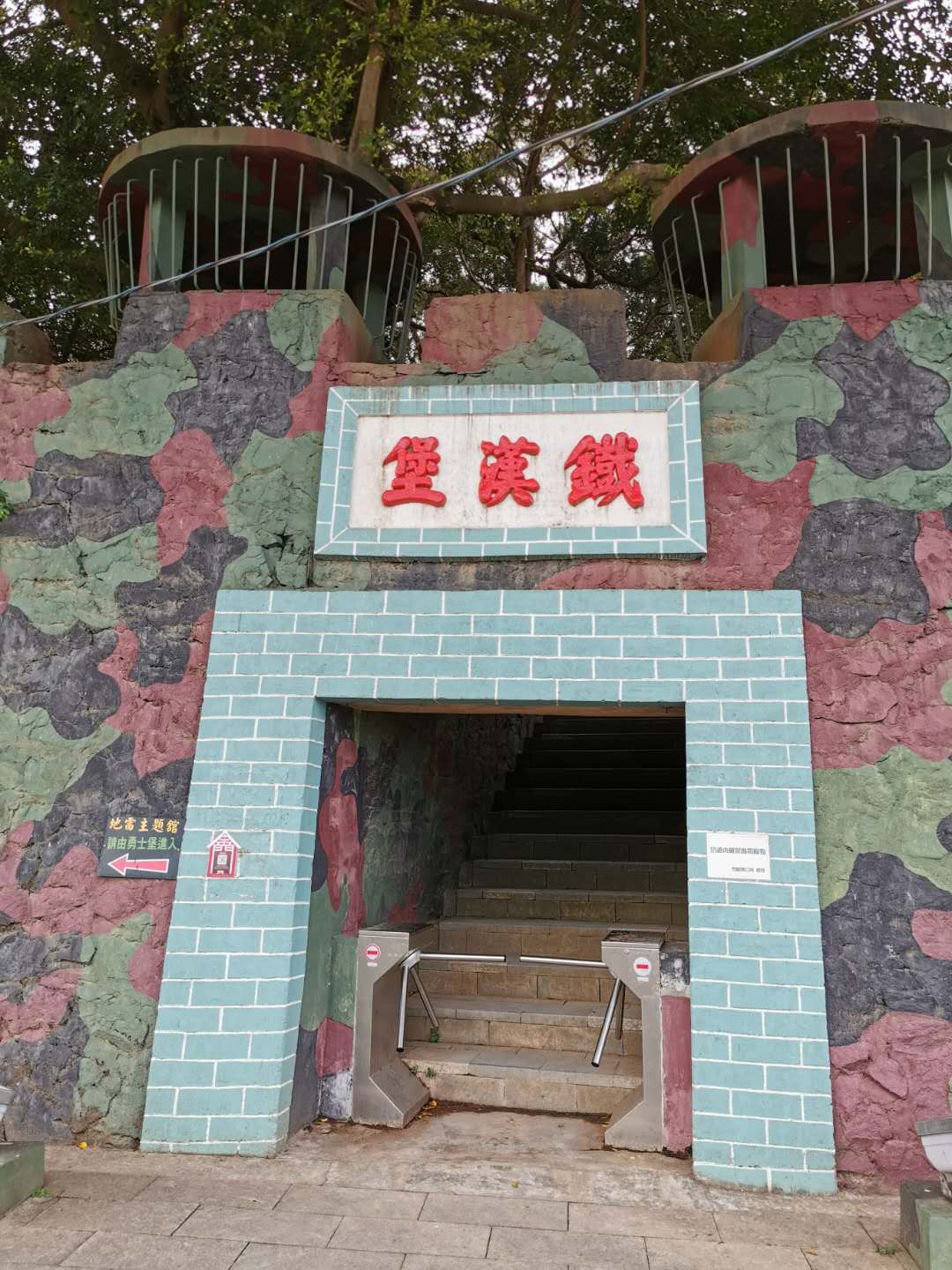
烈嶼鐵漢堡入口
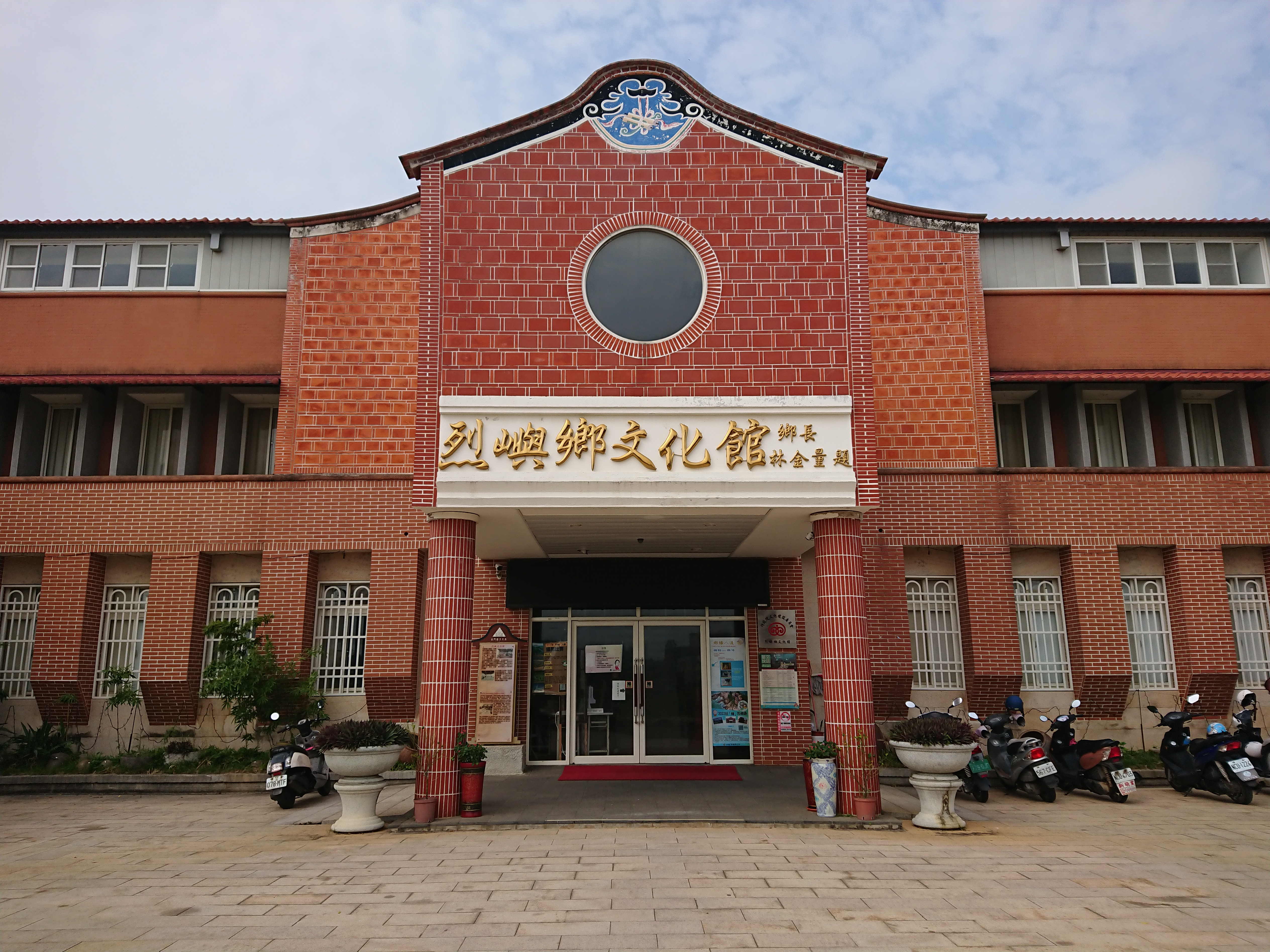
烈嶼鄉文化館

## 東崗慘案
東崗慘案也稱為“三七事件”或“烈嶼屠殺”，動員戡亂時期金門防區設有許多戰時措施，其中特別是對海灘的管制，早前已有諸多金門駐軍射殺大陸投誠人員、漁民或難民之案例，不勝枚舉。1987年3月7日至8日，烈嶼守軍一五八師將無武裝並請求提供人道援助的越南難民船上24人屠殺滅口後毀證滅跡，經媒體報導與民主進步黨在立法院質詢後國防部仍一再否認。此事件後來促成中華民國政府於1992年公告金門地區限制禁止水域，以免同樣的錯誤再次發生。

## 特產
- 芋頭
- 大白菜
- 黃魚
- 冬蟹
- 貢糖
- 石蚵
- 高粱
- 花生

## 外部連結
- 烈嶼鄉公所 （页面存档备份，存于）
- 烈嶼鄉公所的Facebook專頁
- YouTube上的烈嶼鄉公所頻道